# Лельково
Лельково (пол. Lelkowo, нім. Lichtenfeld) — село в Польщі, у гміні Лельково Браневського повіту Вармінсько-Мазурського воєводства.
Населення — 454 особи (2011).
У 1975-1998 роках село належало до Ельблонзького воєводства.
У селі проживають українці депортовані в рамках акції "Всла" в 1947 р. Діє греко-католицька церква та парафія св. Юрія. До парафії належать також села гміни Лельково за виключенням сіл Волово та Воля Вікницька. Діє також каплиця в Глембоцку (Głębocku). У школах у Лелькові та Загаях проводяться греко-католицькі катехези.

## Демографія
Демографічна структура станом на 31 березня 2011 року:
|          | Загалом | Допрацездатний вік | Працездатний вік | Постпрацездатний вік |
| -------- | ------- | ------------------ | ---------------- | -------------------- |
| Чоловіки | 226     | 43                 | 153              | 30                   |
| Жінки    | 228     | 30                 | 139              | 59                   |
| Разом    | 454     | 73                 | 292              | 89                   |